# Zeugophora scutellaris
Zeugophora scutellaris är en skalbaggsart som beskrevs av Christian Wilhelm Ludwig Eduard Suffrian 1840. I den svenska databasen Dyntaxa används istället namnet Zeugophora frontalis. Zeugophora scutellaris ingår i släktet Zeugophora och familjen Megalopodidae. Arten är reproducerande i Sverige. Inga underarter finns listade i Catalogue of Life.